# Iglesia de San Hipólito (Sabiñánigo Alto)
La Iglesia de San Hipólito es un templo de estilo Barroco situado en Sabiñánigo Alto, núcleo primitivo del actual municipio de Sabiñánigo, en la comarca del Alto Gállego, provincia de Huesca (España). Está dedicada a San Hipólito Mártir y pertenece a la Diócesis de Jaca.
El templo actual fue promovido en el siglo XVII gracias al legado del benefactor Domingo Asso Maioral, fallecido en 1581, quien donó bienes al Concejo para su construcción. La nueva iglesia se edificó en sustitución de un templo anterior dedicado a San Acisclo, del que apenas quedan restos documentales.
El primer rector documentado fue Domingo Samitier, natural de Sabiñánigo, quien residió en la nueva abadía aneja al templo y promovió activamente su edificación. En 1606 otorgó un crédito censal al Concejo de Sabiñánigo de 4.000 sueldos para continuar las obras, lo que sugiere su acomodada posición económica. El templo fue finalmente consagrado el 11 de junio de 1734.
La iglesia presenta una nave única con capillas laterales, cubierta de bóveda de lunetos y torre cuadrada al norte. Destaca el retablo mayor barroco, concluido en 1732, que representa a San Hipólito a caballo y que fue restaurado en 2014 por la Asociación Amigos de Serrablo. La casa rectoral fue construida en 1589, pero no se conserva actualmente.
El templo sigue activo en el culto y está registrado en el Catálogo de Patrimonio Arquitectónico del Gobierno de Aragón.